# Karry Youyou
Le Karry Youyou est un modèle de véhicule utilitaire produit par le constructeur automobile chinois Karry depuis 2009.

## Historique et description du modèle

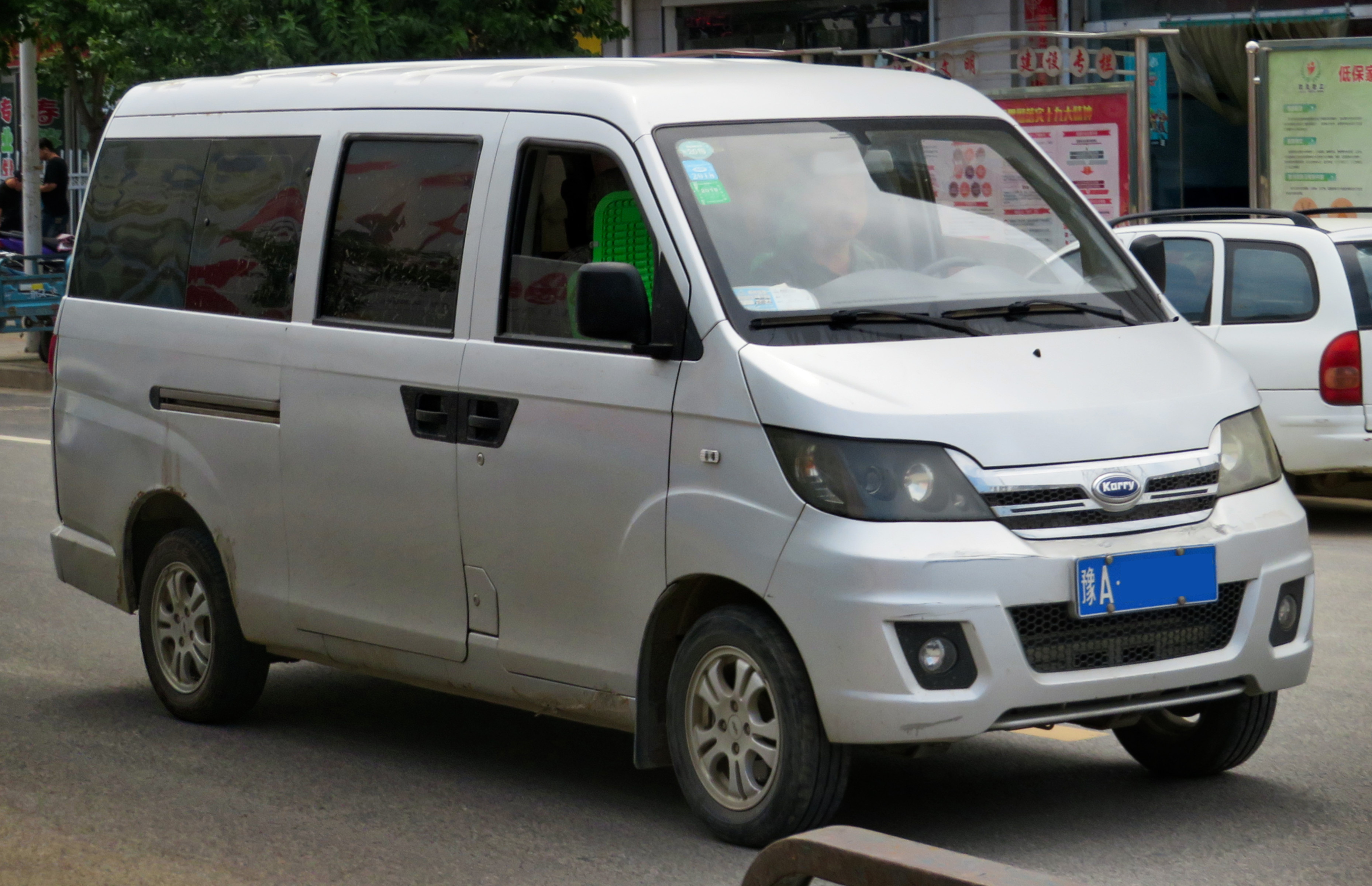
Karry Youyou après le lifting

En 2009, la société chinoise Chery Auto a commencé à élargir son offre de camionnettes de livraison, en décidant de créer une nouvelle filiale appelée Karry. Au printemps de la même année, la marque fraichement créée a lancé son nouveau modèle appelé Youyou.

### Lifting
En 2013, Karry Youyou a subi un lifting modifiant son apparence à l'avant, composé d'un pare-chocs redessiné et d'une calandre chromée sur laquelle le logo Karry.

### Youjin
Une version pick-up est disponible sous le nom de Karry Youjin.

### Vente
Les ventes du Karry Youyou ont commencé sur le marché chinois en septembre 2009, en commençant dans la province de Zhengzhou, c'était également un élément de l'expansion de Chery Automobile sur les marchés mondiaux, étant commercialisée sous la marque mère dans les pays d'Asie de l'Est et d'Amérique du Sud. Le véhicule était proposé sous le nom de Chery Q22 au Pérou, Chery Yo-Yo en Indonésie, et Chery Awin à Taïwan.

### Youyou EV
Le Karry Youyou EV est la variante électrique du Karry Youyou standard.

### Vente
Le Karry Youyou EV a été mis en vente sur le marché chinois en mai 2018. En 2019, le véhicule est vendu par le constructeur allemand d'utilitaires électriques ARI Motors, commercialisé et adapté sous le nom d'ARI 901.

### Données techniques
Le Youyou EV est propulsé par un moteur électrique de 82 ch développant un couple maximum de 180 N m. Deux types de batterie sont disponibles : une batterie au phosphate de fer et de lithium de 34 kWh capable de parcourir jusqu'à 228 kilomètres sur une seule charge et une batterie au lithium ternaire de 40 kWh capable de parcourir jusqu'à 260 kilomètres sur une seule charge.